# Voo Japan Air System 451
O Voo Japan Air System 451 foi um voo da Japan Air System do aeroporto de Nagoya, Nagoya, para o Novo Aeroporto de Chitose em Sapporo, com escala no aeroporto de Hanamaki, Hanamaki, Japão. Em 18 de abril de 1993, um Douglas DC-9-41 operava a rota caiu ao pousar no aeroporto de Hanamaki.
A aeronave repentinamente perdeu uma quantidade significativa de velocidade ao cruzar a linha de fronteira de uma frente fria que passava e encontrou tesoura de vento resultante durante a aproximação final. O inexperiente primeiro oficial não foi capaz de conduzir uma aproximação frustrada rápido o suficiente para evitar um pouso forçado. O avião derrapou para fora da pista.
Todos os 72 passageiros e cinco membros da tripulação sobreviveram, com 19 feridos. A aeronave pegou fogo quando os passageiros evacuaram, destruído pelas chamas e sendo perda do casco.